# GRB 130427A
GRB 130427A – rekordowy rozbłysk gamma odkryty 27 kwietnia 2013.  Energia promieniowania rozbłysku osiągnęła 94 miliardy elektronowoltów, a w momencie jego odkrycia był to jeden z pięciu najbliższych rozbłysków. Wywołany został wybuchem supernowej typu Ic, oznaczonej SN 2013cq.

## Nazwa i odkrycie
Rozbłysk został odkryty przez satelitę Fermi Gamma-ray Space Telescope. „GRB” oznacza gamma ray burst (rozbłysk promieniowania gamma), „130427” określa datę jego odkrycia (27 kwietnia 2013), litera „A” oznacza, że był to pierwszy rozbłysk odnotowany w tym dniu.
Towarzyszący rozbłyskowi promieniowania gamma rozbłysk promieniowania w zakresie widzialnym został też odnotowany niezależnie w ramach programu Catalina Real-time Transient Survey i skatalogowany jako CSS130502:113233+274156. „CSS” oznacza Catalina Sky Survey, następujące dalej cyfry oznaczają datę obserwacji i położenie (rektascensję i deklinację) rozbłysku na nieboskłonie.

## Charakterystyka
Rozbłysk został początkowo odkryty przez Large Area Telescope (LAT), znajdujący się na pokładzie Fermiego. Jeden z fotonów rozbłysku zarejestrowany przez LAT miał energię 94 miliardów elektronowoltów, trzykrotnie większą niż najbardziej energetyczne promieniowanie wcześniej zmierzone przez LAT. Rozbłysk został także zaobserwowany przez satelitę Swift, co pozwoliło na określenie jego położenia. Obserwacje pozwoliły określić, że należał on do pięciu najbliższych znanych rozbłysków gamma, znajdował się około 3,6 miliarda lat świetlnych od Ziemi.
Rozbłysk obserwowany był także w zakresie promieniowania radiowego, podczerwonego i widzialnego z innych teleskopów kosmicznych i naziemnych. Wydarzenia to najprawdopodobniej sygnalizowało wybuch supernowej.

## Supernowa
Oczekiwana supernowa zaobserwowana została w 16 dni po rozbłysku (12 dni w układzie odniesienia galaktyki zawierającej jego źródło). Wybuch nastąpił w nieregularnej galaktyce położonej w gwiazdozbiorze Lwa w odległości około 3,6 mld lat świetlnych od Ziemi (przesunięcie ku czerwieni z=0,34).  Została ona sklasyfikowana, na podstawie widma, jako typ Ic. Supernowa otrzymała oznaczenie SN 2013cq.